# Smirnoff
Smirnoff — бренд британского производителя напитков Diageo. Изначально российский бренд, основанный в Москве Петром Арсеньевичем Смирновым и несколько раз менявший владельцев.
Smirnoff — самая продаваемая водка и дистиллированный спирт (среди дорогостоящих) в мире на март 2006.
В самой России, по данным «Бизнес-Аналитики», доля рынка бренда Smirnoff с 2005 по октябрь 2008 в России составляла 0,2 % в стоимостном выражении.

## История

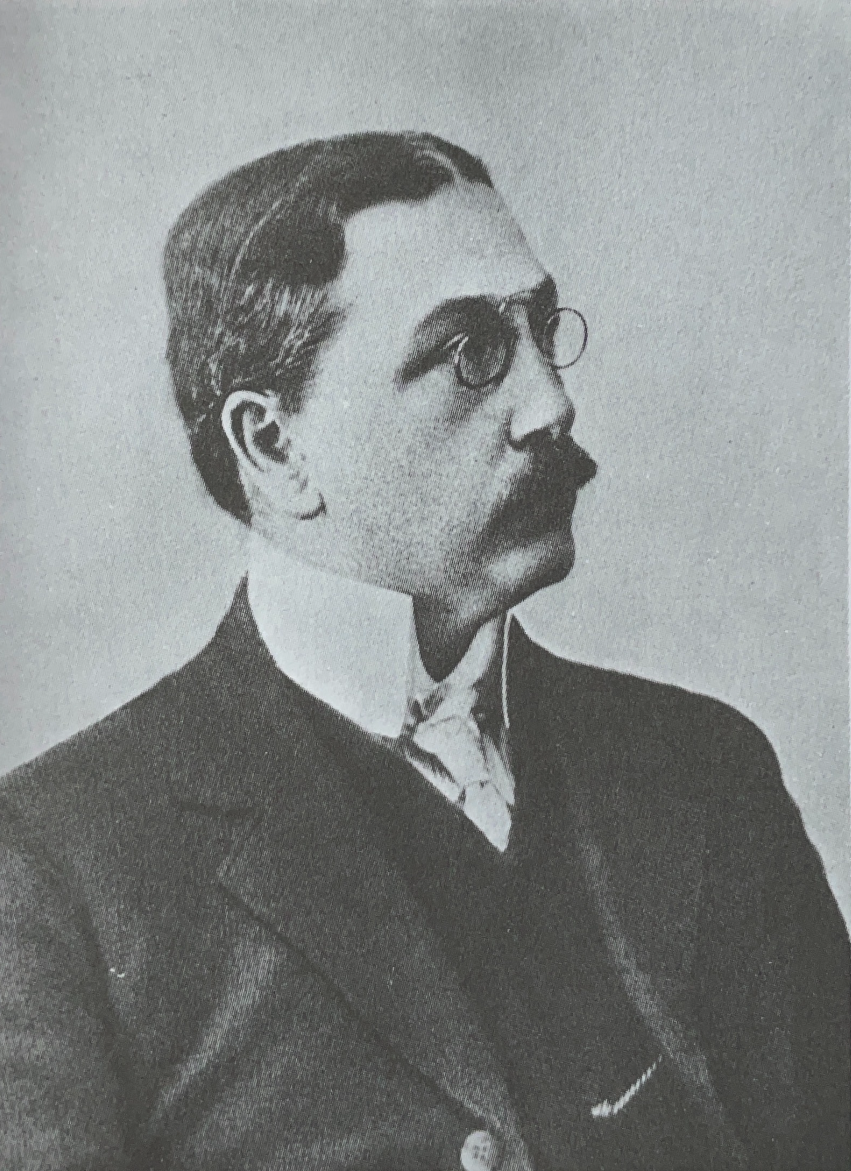
Пётр Смирнов

Пётр Арсеньевич Смирнов основал спиртоводочный завод в Москве в 1863 году, под торговым названием «П. А. Смирнов». После его смерти 29 ноября 1898 года владельцами завода стали его сыновья Пётр, Николай и Владимир. Фактически руководил Пётр Петрович. В 1910 году он скоропостижно скончался и дело продолжил Владимир Смирнов. До первой мировой войны компания процветала и производила более 4 млн ящиков водки в год.
После Октябрьской Революции завод был национализирован, и семья Смирновых бежала за границу. Владимир Смирнов вновь основал завод в 1920 году в Стамбуле. Четыре года спустя он переехал во Львов (в то время — территория Польши, сейчас — Украина) и стал продавать водку под маркой «Smirnoff» (польское написание). Новый продукт имел успех, и к концу 1930 экспортировался в большинство европейских стран. Ещё один спиртоводочный завод был открыт в Париже в 1925 году. Офис и производство находились в пригороде Парижа по адресу 2, ул. Гавр, Курбевуа, где имелась большая русская колония.
В 1930-х Владимир встретил Рудольфа Куннета, который эмигрировал из РСФСР в Америку в 1920 году. До революции семья Куннета была поставщиком зерна для «П. А. Смирнов» в Москве. В 1933 году Владимир передал лицензию Куннету на право производства водки «Smirnoff» в Северной Америке. Однако бизнес в Америке не был столь успешен, как надеялся Куннет. В 1938 Куннет не смог позволить себе платить за необходимые коммерческие лицензии и связался с Джоном Мартином, президентом Хьюблайн (англ. Heublein), который согласился купить права на «Smirnoff».

## Нумерация
- 21 — классическая водка Smirnoff с красной этикеткой
- 21 (Норв.) — классическая водка Smirnoff с красной этикеткой с норвежскими ягодами
- 27 — водка Smirnoff с серебряной этикеткой
- 55 — Smirnoff Black, водка небольших выпусков
- 57 — водка Smirnoff с голубой этикеткой
- 64 — Smirnoff Ice Pomegranate Fusion Malt Beverage
- 66 — Smirnoff Ice Raspberry Burst (США)
- 66 — Smirnoff Twisted V Raspberry
- 71 — Smirnoff Ice Malt Beverage ('spin' в Южной Африке)
- 72 — Smirnoff Ice Triple Filtered
- 73 — Smirnoff Black Ice Malt Beverage ('шторм' в Южной Африке)
- 75 — Smirnoff Ice Double Black (Новая Зеландия)
- 83 — Smirnoff Ice Wild Grape
- 85 — Smirnoff Twisted Raspberry (Канада)

## Споры вокруг бренда
«Смирновъ» — российская версия водки Smirnoff. Она выпускалась Торговым домом Смирнова.
Бренд «Смирновъ» был возрождён в 1992 году Борисом Алексеевичем Смирновым, праправнуком Петра Смирнова. После множества судебных процессов с компанией-учредителем Smirnoff (марка Diageo), российская марка стала дочерним продуктом компании Smirnoff, так же как Johnnie Walker, Captain Morgan и Jose Cuervo.
18 декабря 2008 года Diageo объявила о выкупе 25 % акций ЗАО «Д Дистрибьюшен» у своего российского партнера — компании A1 (входит в «Альфа-Групп»). В рамках СП, в котором у Diageo было 75 %, компании управляли брендом «Смирнов», изначально принадлежавшим структурам «Альфы», и занимались эксклюзивной дистрибуцией брендов Diageo на российском рынке в течение почти трех лет. Доля А1 могла стоить не более $25 млн.
В итоге компания Diageo получила полный контроль над продажами своих алкогольных напитков в России и стала единоличным владельцем водочной марки «Смирнов».